# 노가미 유키
노가미 유키(일본어: 野上 結貴, 1991년 4월 20일 ~ )는 일본의 축구 선수이다. 현재 J1리그의 나고야 그램퍼스에서 뛰고 있다.

## 구단 경력
그는 2012년부터 J리그의 요코하마 FC, 산프레체 히로시마, 나고야 그램퍼스에서 뛰었다.